# Sacred Oath
I Sacred Oath sono un gruppo musicale heavy metal statunitense formatosi a Bethel (Connecticut) nel 1985. Nel 1988 si sciolsero in seguito alla realizzazione del primo album e si riformarono dieci anni dopo soltanto in occasione di una nuova registrazione del disco d'esordio. La band tornò in attività nel 2007 e da allora ha continuato a pubblicare nuovo materiale con una certa frequenza.
Il loro stile musicale è di stampo US power metal con delle escursioni nel thrash, prendendo ispirazione prevalentemente dalle band NWOBHM e, soprattutto nel primo album, dai Mercyful Fate.

## Storia del gruppo

### 1985-1987
Vennero fondati a giugno del 1985 dal cantante e chitarrista Rob Volpintesta (che in seguito cambiò il cognome in Thorne) e dal bassista Pete Altieri, entrambi ancora studenti della high school di Bethel. I due iniziarono ad esercitarsi coi loro strumenti senza un batterista, sino al successivo ingresso di Greg Kallas, proveniente dalla vicina Danbury. Con lui entrarono in studio nella sua città per la registrazione del loro omonimo demo, contenente le canzoni Ferryman's Lair, Battle Cry, Prophecy, e poco dopo si esibirono per la prima volta dal vivo in un piccolo bar di Norwalk.
Alcuni mesi dopo incisero un nuovo demo di tre tacce, dal titolo Unholy Man, che però non venne mai diffuso a causa della scarsa qualità di registrazione. Nella primavera del 1986 Kallas venne sostituito da Kenny Evans, inoltre la formazione vide l'aggiunta di un altro chitarrista con l'arrivo di Wayne Christiano.
Lo stesso anno incisero il demo Shadow Out of Time che include, oltre alla title track, una nuova versione di The Ferryman's Lair e le tracce Queen of the Night, Rising from the Grave, The End. Questo lavoro godette di un'ampia diffusione, incrementando la notorietà della band tra i fan e le riviste specializzate sia nazionali che oltreoceano. Sul finire dell'anno Glen Cruciani subentrò a Wayne Christiano e il gruppo iniziò a suonare dal vivo con crescente continuità.
A maggio del 1987 presso i Presence Studios di New Haven effettuarono la registrazione del loro album d'esordio intitolato A Crystal Vision che venne pubblicato l'anno successivo dalla Mercenary Records, sia in cassetta che in vinile. Durante l'estate del 1988 la band si cimentò nel primo tour durante il quale si esibì nel Connecticut e negli stati limitrofi. Il 20 dicembre dello stesso anno, però, la band si sciolse a causa dello scarso supporto da parte dell'etichetta discografica.

### 1998
Tra marzo e aprile del 1998, senza Cruciani perché impegnato con i Native Tongue, incisero l'inedito The Invocation ed una nuova versione di The End, tratta dal loro secondo demo. Inoltre effettuarono una nuova registrazione del loro primo album da cui estrapolarono le canzoni Two Powers e Message to the Children che, insieme a The Invocation e The End, servirono da tracce bonus per la ristampa in CD di A Crystal Vision, uscita nel 2000 tramite la Sentinel Steel Records. Per la realizzazione di questi pezzi si avvalsero della collaborazione del chitarrista Todd Rose che si occupò degli assoli.

### 2005-oggi
Nel 2005 avvalendosi dell'etichetta Angel Thorne, creata alcuni anni prima dal cantante, pubblicarono l'album A Crystal Revision che contiene le nuove registrazioni del 1998. Due anni dopo si riformarono definitivamente e diedero alle stampe l'album Darkness Visible, per metà registrato con il bassista Lou Liotta che però subito dopo lasciò il gruppo insieme a Glen Cruciani. Per le successive date dal vivo reclutarono il bassista Scott Waite ed il chitarrista Bill Smith, che entrarono così a far parte della band.
Tra il 2008 ed il 2015 il gruppo realizzò sei dischi, fra cui un live (registrato a novembre del 2007 con Waite e Smith ma pubblicato l'anno successivo) ed una compilation; inoltre la formazione vide un ulteriore avvicendamento al basso con l'ingresso di Brendan Kelleher durante le primavera del 2009, in seguito alla realizzazione del loro album omonimo.

## Formazione

### Formazione attuale
- Rob Thorne – voce, chitarra (1985-1988, 1998, 2007-oggi)
- Bill Smith – chitarra (2007-oggi)
- Brendan Kelleher – basso (2009-oggi)
- Kenny Evans – batteria (1986-1988, 1998, 2007-oggi)

### Ex componenti
- Pete Altieri – basso (1985-1988, 1998, 2007)
- Lou Liotta – basso (2007)
- Scott Waite – basso (2007-2009)
- Greg Kallas – batteria (1985-1986)
- Wayne Christiano – chitarra (1986)
- Todd Rose – chitarra (1998)
- Glen Cruciani – chitarra (1986-1988, 2007)

## Discografia
Album in studio
- 1988 – A Crystal Vision
- 2005 – A Crystal Revision
- 2007 – Darkness Visible
- 2009 – Sacred Oath
- 2010 – World on Fire
- 2013 – Fallen
- 2015 – Ravensong
- 2017 - Twelve Bells

Album dal vivo
- 2008 – …Till Death Do Us Part

Raccolte
- 2012 – Spells and Incantations: The Best of Sacred Oath

Demo
- 1985 – Sacred Oath
- 1986 – Shadow Out of Time